# Стелата (Ферара)
Стелата је насеље у Италији у округу Ферара, региону Емилија-Ромања.
Према процени из 2011. у насељу је живело 413 становника. Насеље се налази на надморској висини од 10 м.